# Amistad (Texas)
Pour les articles homonymes, voir Amistad.
Amistad est une census-designated place située dans le comté de Val Verde, dans l’État du Texas, aux États-Unis. Sa population s’élevait à 53 habitants lors du recensement de 2010.